# Жуковский, Эдуард Адольфович
Эдуа́рд Адо́льфович Жуко́вский (1853—1903) — российский юрист, почётный опекун Санкт-Петербургского присутствия, гофмейстер.

## Биография
Родился в 1853 году. Окончил юридический факультет Императорского Санкт-Петербургского университета; преподавал законоведение в Санкт-Петербургском коммерческом училище.
Скончался 16 (29) июля 1903 года.

### Избранные труды
Источник — каталоги РНБ Архивная копия от 8 октября 2014 на Wayback Machine
- Жуковский Э. А. Ведомство учреждений императрицы Марии : Историч. очерк. — СПб., 1884. — 80 с.
- Жуковский Э. А. Каталог Библиотеки Учебного комитета, состоящего при собственной его императорского величества Канцеляри по учреждениям императрицы Марии и библиотек. — СПб., 1906. — 233 с.
- Жуковский Э. А. Курс законоведения : Рук-во для коммерч. училищ. — 2-е изд., с переменами и доп. — СПб.: тип. В. Киршбаума, 1898. — 619 с.
- Жуковский Э. А. О праве императорских воспитательных домов на сбор с публичных увеселений. — СПб.: тип. Ю. Штрауфа (И. Фишона), 1890. — 104 с.
- Жуковский Э. А. О системе взимания сбора с публичных зрелищ и увеселений. — СПб.: тип. В. Киршбаума, 1892. — 56 с.

Также опубликовал «Собрание узаконений ведомства учреждений Императрицы Марии».